# La terra (film 2006)
La terra è un film del 2006 diretto da Sergio Rubini.

## Trama
Luigi è un uomo di mezza età che da Milano, dove vive, torna a Mesagne, suo paese di origine nel Salento, dal quale era stato allontanato giovanissimo. Ritorna così nell'atmosfera di un mondo che credeva appartenere solo ai ricordi del passato. Persi i genitori, ritrova i suoi fratelli: Michele, mediocre affarista e candidato politico, e Mario, eterno studente impegnato nel sociale in un centro per disabili. Luigi cerca in tutti i modi di convincere il fratellastro Aldo a vendere la masseria di famiglia ma il compito è arduo. Aldo ha sempre vissuto lì e sebbene la masseria sia in disarmo lui non è disposto a rinunciarvi, nemmeno per dare un respiro a Michele, braccato da Tonino, uno strozzino senza scrupoli.
Michele deve a Tonino una cifra ingente e ormai non potrà essere risarcita senza l'aiuto dei fratelli. La sera del venerdì santo però, nel bel mezzo della processione per le vie cittadine Tonino viene ucciso da un colpo di fucile.
Luigi sospetta che ad uccidere l'uomo sia stato suo fratello Michele. Presto scopre che la posizione di Michele non è affatto migliorata a seguito dell'omicidio, dato che la vedova dello strozzino ha preso in mano gli affari con lo stesso piglio del defunto, e si rende conto che ben più pesante è la posizione di Aldo, al quale per altro fornisce un finto alibi.
A questo punto Luigi decide di stringere un patto con la vedova di Tonino. Se lei testimonierà di aver visto suo marito litigare violentemente con il suo rivale proprio poco prima dell'assassinio, le indagini sull'omicidio prenderanno un indirizzo che sicuramente terrà al riparo Mario. In cambio di questo favore e a saldo di tutte le pendenze, cede alla vedova la masseria che Michele aveva di fatto già compromesso.

## Produzione
Il film è stato girato nel Salento, in particolare a Mesagne: lo testimonia il cartello di ingresso alla città verso l'inizio del film e il nome della stazione stessa (anche se non lo è realmente). Essa è quella in cui si svolge gran parte dell'azione. Si riconoscono:  piazza Orsini, la chiesa matrice, il borgo antico e la Masseria Brusca.
Quella che viene filmata è la processione religiosa dei Santissimi Misteri di Francavilla Fontana: per l'occasione sono state ricostituite le statue e aggiunti riferimenti all'antica Roma, ormai perduti nella processione originale del centro salentino.
Altre scene sono ambientate tra le provincie di Brindisi e Lecce: Francavilla Fontana, Ceglie Messapica e Nardò e Gravina in Puglia con alcune riprese alla stazione di San Vito dei Normanni.
Ad alcune scene partecipa la giornalista Daniela Mazzacane, volto noto di Telenorba.

## Riconoscimenti
- 2006 - David di Donatello
  - Nomination Miglior film a Aurelio De Laurentiis e Sergio Rubini
  - Nomination Miglior regia a Sergio Rubini
  - Nomination Migliore sceneggiatura a Angelo Pasquini, Sergio Rubini, Carla Cavalluzzi
  - Nomination Migliore attore protagonista a Fabrizio Bentivoglio
  - Nomination Migliore attore non protagonista a Sergio Rubini
  - Nomination Migliore fotografia a Fabio Cianchetti
  - Nomination Premio Film Commission Torino Piemonte a Sergio Rubini
- 2007 - Nastro d'argento
  - Nomination Migliore attore non protagonista a Sergio Rubini
  - Nomination Migliore fotografia a Fabio Cianchetti
  - Nomination Migliore scenografia a Luca Gobbi
- 2007 - Globo d'oro
  - Gran Premio della Stampa Estera a Sergio Rubini
  - Nomination Miglior regista a Sergio Rubini
- 2006 - Ciak d'oro
  - Migliore attore non protagonista a Sergio Rubini[2]